# Appearances
Appearances – brytyjski niemy dramat filmowy z 1921 w reżyserii Donalda Crispa, zrealizowany na podstawie sztuki dramaturga Edwarda Knoblocka. Autorką scenariusza jest Margaret Turnbull. W rolach głównych wystąpili David Powell, Mary Glynne i Langhorn Burton.
Projektantem planszy tekstowej był Alfred Hitchcock, późniejszy reżyser. Żadne kopie filmu nie zachowały się do czasów dzisiejszych.

## Fabuła
Architekt Herbert Seaton (David Powell) traci swoje oszczędności na giełdzie. Jego kochająca żona Kitty Mitchel (Mary Glynne) podejmuje pracę u sir Williama Rutherforda (Langhorn Burton), który od dawna żywił uczucia do dziewczyny. Zazdrość Seatona powoduje, że mężczyzna stara się zdefraudować dużą sumę pieniędzy, aby Mitchel mogła dzięki temu zrezygnować z pracy. Rutherford dowiaduje się o próbie przestępstwa Seatona, lecz z uwagi na swoją miłość do kobiety, decyduje się nie powiadamiać organów ścigania. Mając świadomość swojej sytuacji, Seaton postanawia przeprowadzić się wraz z żoną do Kanady, aby rozpocząć tam nowe życie.

## Obsada
Opracowano na podstawie materiału źródłowego:
- David Powell – Herbert Seaton, architekt
- Mary Glynne – Kitty Mitchell, żona Seatona
- Langhorn Burton – sir William Rutherford
- Mary Dibley – dama Rutherford
- Marjorie Hume – Agnes
- Percy Standing – Percy Dawkins

## Produkcja

### Realizacja
Appearances został zarejestrowany na standardowej taśmie 35 mm w formacie 1.33:1. Reżyserią filmu zajął się Donald Crisp, który zrealizował go na podstawie sztuki autorstwa dramaturga Edwarda Knoblocka. Scenariusz napisała Margaret Turnbull, a projekt planszy tekstowej wykonał Alfred Hitchcock, późniejszy reżyser. Montażem filmu zajęła się Alma Reville, przyszła żona Hitchcocka.

## Odbiór

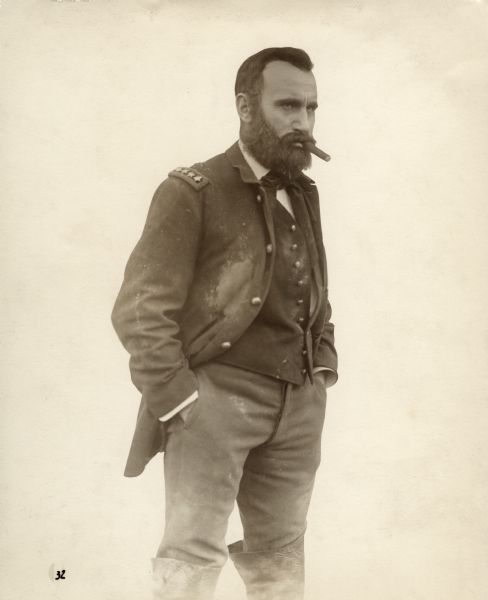
Reżyser Appearances Donald Crisp (na zdj. w 1915)

### Premiera kinowa i recenzje
Premiera Appearances w Stanach Zjednoczonych miała miejsce 12 czerwca 1921. Film wydała wytwórnia Paramount Pictures w pięciu rolkach o długości 1344 metrów. W Wielkiej Brytanii Appearances Crispa zadebiutował 7 lipca tego samego roku.
Jeden z recenzentów „Picturegoera” napisał: „Jest wiele dobrych punktów dotyczących Appearances, pierwszej produkcji Famous Players-Lasky wyreżyserowanej przez Donalda Crispa. Fabuła, która dotyczy straszliwych rezultatów życia poza domem, oznacza błędną ideę utrzymywania pozorów. Obsada jest dobrze dobrana, podobnie jak i plenery. Niektóre ujęcia wnętrz również są wspaniałe, a szczególną uwagę poświęcono kostiumom”. Recenzent wyrażał też pochlebną opinię na temat zdjęć autorstwa operatora Hala Younga i oświetlenia.